# Haruyo Shimamura
Haruyo Shimamura (4 de março de 1992) é uma voleibolista profissional japonesa. 

## Carreira
Haruyo Shimamura representou a Seleção Japonesa de Voleibol Feminino nos Jogos Olímpicos de Verão no Rio de Janeiro, que foi quinta colocada.